# Iraki Köztársasági Gárda
Az Iraki Köztársasági Gárda az iraki hadsereg 50-100 ezer főre becsült egysége volt Szaddám Huszein uralkodása alatt. Tagjai jórészt önkéntesek, akik lakást, gépkocsit kapnak az államtól szolgálatuk fejében. Lojalitásuk Szaddám Huszein rezsimje iránt jóval erősebb volt, mint a reguláris hadseregé.

## Szerepe
A Gárda legfontosabb feladata békeidőben az volt, hogy megóvja a bagdadi vezetést az esetleges katonai puccsoktól. Az iraki átlaghoz képest jól felszerelt egységei voltak abból a célból, hogy a pontosan megtervezett, elsősorban logisztikai kihívást jelentő ütközeteket vívják meg. Egy hadosztály 5-10 ezer főből állt.
A Köztársasági Gárda harci ereje, bár iraki viszonylatban kimagaslónak számított, nem mérhető össze a szövetséges csapatok hagyományos gyalogságával sem. Kézifegyverzetük AK-47-esekből (Kalasnyikov) állt, nem támogatta az egységeket fejlett haditechnika, felszerelésük minősége és mennyisége jóval alatta marad az Iraki háborúban velük szemben álló Szövetséges csapatokénál.
A gárda harcolt az iraki–iráni háborúban és 1990-ben ő vitte végbe Kuvait megszállását. A továbbiakban harcolt az öbölháborúban, majd a kurd felkelők ellen, végül az iraki háborúban.

## Különleges Köztársasági Gárda, azArany Hadosztály
Ezek a csapatok Bagdadon belül és Tikritben állomásoztak, feladatuk Szaddám Huszein elnök és szűkebb hatalmi körének védelme volt. Az egységet, amelyet 1992-ben szerveztek meg, az Arany Hadosztályként is nevezik. Ők rendelkeztek az iraki hadsereg legújabb fegyvereivel, a rezsim leglojálisabb támogatói voltak. Vezetőjük, Szaddám Huszein kisebbik fia, Kuszaj Huszein volt.
Becsült adatok szerint 10-15 ezer katonával és 100 körüli harckocsival rendelkeztek, de a különleges gárdához légvédelmi és tüzérségi egységek is tartoztak. A Gárda szoros kapcsolatban volt az iraki titkosszolgálattal. A bagdadi bombázások jórészt a Különleges Köztársasági Gárda épületeit célozták.

## Felépítése
- Első Köztársasági Gárda (Északi) Alakulat
  - Második Al Medina Páncélos Hadosztály
  - Ötödik Baghdad Gépesített Hadosztály
  - Hetedik Adnan Gyalogos Hadosztály

- Második Köztársasági Gárda (Déli) Alakulat
  - Al Nida Páncélos Hadosztály
  - Hatodik Nebuchadnezzer Gépesített Hadosztály
  - Első Hammurabi Páncélos Hadosztály

- As Saiqa Különleges Erők Hadosztály - független egységek:
  - Különleges Erők Dandár,
  - Ejtőernyős Dandár,
  - Tengerészgyalogos Dandár
  - számos kommandó egység.

- Különleges Köztársasági Gárda
  - Első Alakulat (Védelmi)
  - Második Alakulat (Harci)
  - Harmadik Alakulat (Harci)
  - Negyedik Alakulat (Páncélozott)
  - Légvédelmi Csapatok (Két ezred)
  - Tank Csapatok (Két ezred)

2003. április 2-án, az Amerikai Egyesült Államok dandártábornoka, Vincent Brooks kijelentette, hogy az Iraki Köztársasági Gárda bagdadi alakulatát megsemmisítették. Az iraki információs miniszter erre azt válaszolta, hogy ez is egy „amerikai hazugság” volt.